# Komařice
Obec Komařice (Komářice, německy Komarschitz) se nachází v okrese České Budějovice v Jihočeském kraji, zhruba osm kilometrů severozápadně od Trhových Svin a 12 km jihovýchodně od Českých Budějovic. Žije zde 371 obyvatel.

## Historie

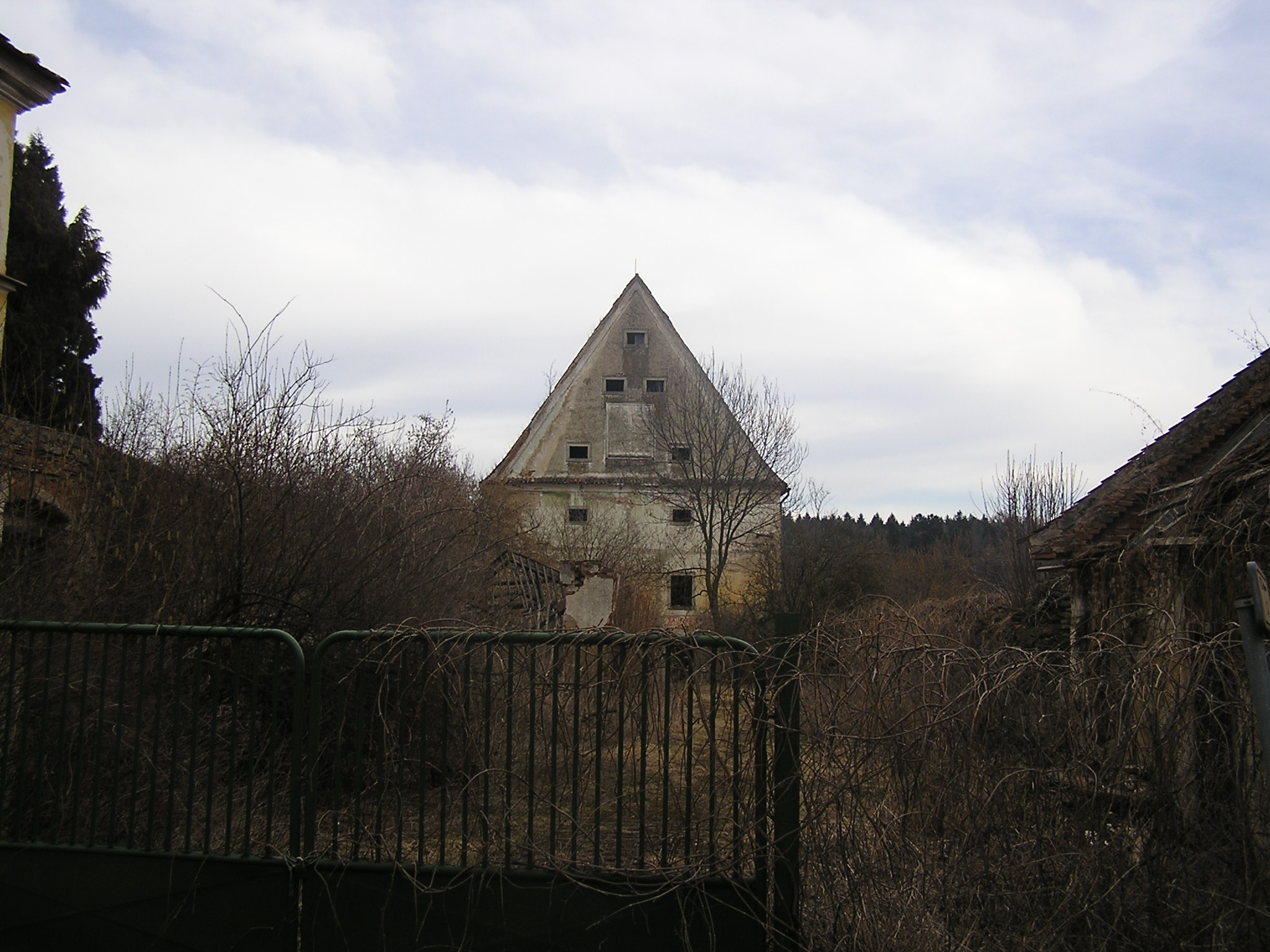
Zchátralá sýpka

První písemná zmínka o vesnici pochází z roku 1278, ale tyto zprávy nejsou považovány za spolehlivé. První potvrzená zmínka je z roku 1346, kdy se zde připomíná Beneš z Komařic (Benessius de Komarzicz). V letech 1566 až 1566 přestavěl Jiří Kořenský z Terešova komařickou tvrz na renesanční zámek. Zámek s panstvím koupil roku 1623 od Ctibora Kořenského cisterciácký klášter ve Vyšším Brodě, který pak držel ves až do zrušení poddanství. Po třicetileté válce byly Komařice téměř zpustlé (pouze dvě ze 46 hospodářských stavení byly schopny platit kontribuci, tj. daň v naturáliích). Přestože klášter tehdy povolával ke znovuosídlení osadníky z převážně německojazyčných oblastí, postupně převládla ve vsi opět česká národnost (např. roku 1910 tvořili Češi přes 98 % obyvatelstva). Do roku 1904 v Komařicích fungoval pivovar.
Od roku 1850 až po současnost jsou Komařice samostatnou obcí, s výjimkou krátkého období od poloviny roku 1985 do 23. listopadu 1990, kdy tvořily součást obce Strážkovice. V letech 1850–1913 a 1943–1945 byla součástí Komařic osada Stropnice.

## Části obce
Obec Komařice se skládá ze čtyř částí na třech katastrálních územích
- Komařice (i název k. ú.)
- Pašinovice (i název k. ú.)
- Sedlo (k. ú. Sedlo u Komařic)
- Stradov (leží v k. ú. Sedlo u Komařic)

## Pamětihodnosti

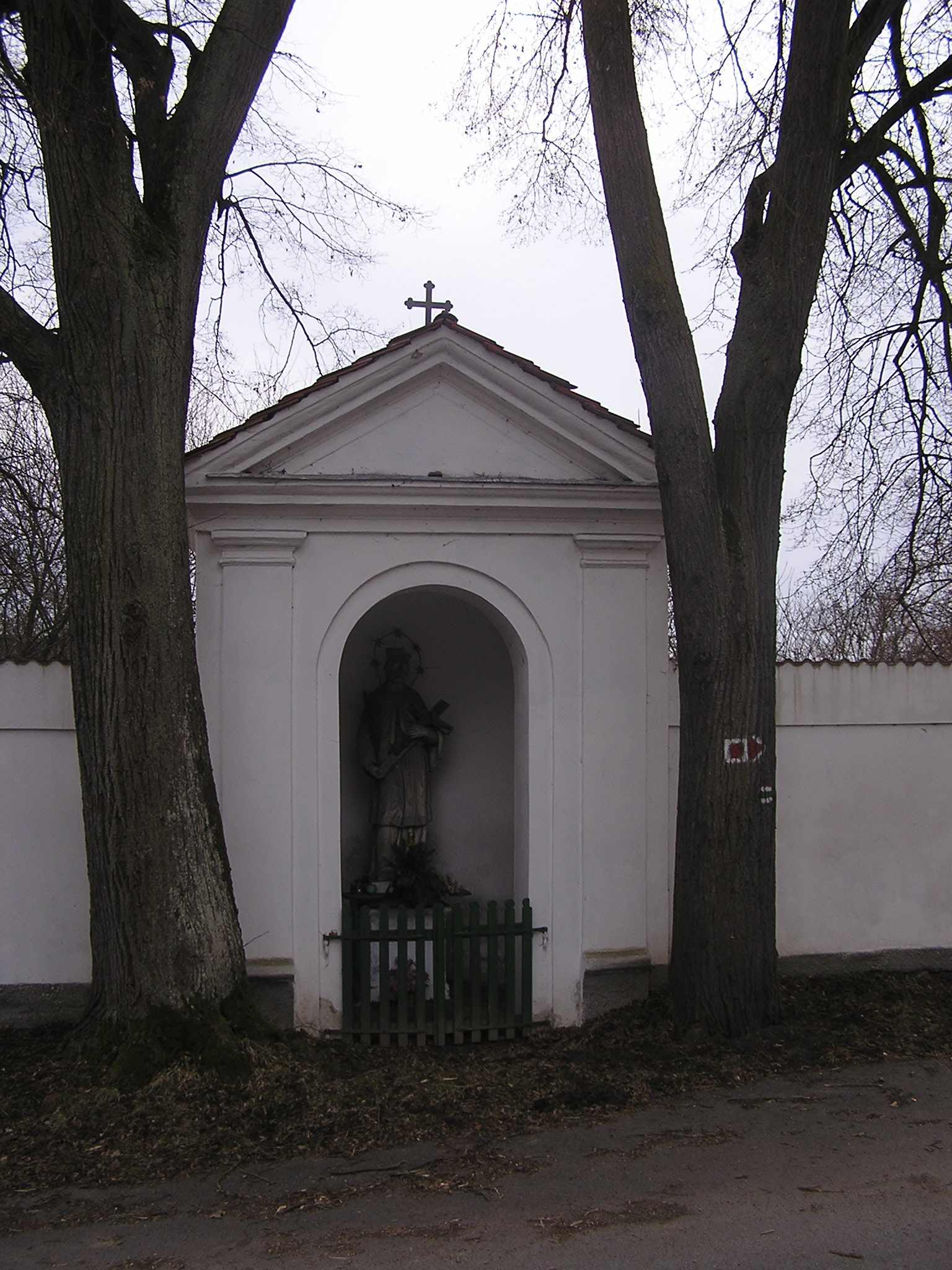
Kaple svatého Jana Nepomuckého

- Zámek Komařice, renesanční dvoukřídlá budova o dvou patrech. V současné době jsou zámek i naproti němu stojící mohutná pětipatrová barokní sýpka z konce 17. století značně zchátralé.
- Socha Panny Marie Immaculaty před zámkem, přibližně ze třicátých let 18. století
- Výklenková kaplička svatého Jana Nepomuckého na návsi
- Množství památných stromů
- V komařickém katastrálním území se nacházelo jedenáct betonových bunkrů, ale všechny byly zničeny v srpnu 1939.
- Na katastrálním území obce se nachází studánka svaté Barbory. Podle lidové tradice má pramen léčivou moc, zvláště v případě očních neduhů.

## Rodáci
- Julius Červený, lékař, jeden ze zakladatelů Jihočeského muzea
- Jan Lenc, pilot RAF
- Jakub Pavel (1903–1974), historik umění a památkář
- Rafael Michael Pavel (1842–1900), cisterciák, převor ve Vyšším Brodě a historik